# Porembica stalnica
Porembica stalnica (Zicrona caerulea) – gatunek pluskwiaka z podrzędu różnoskrzydłych i rodziny tarczówkowatych.

## Opis

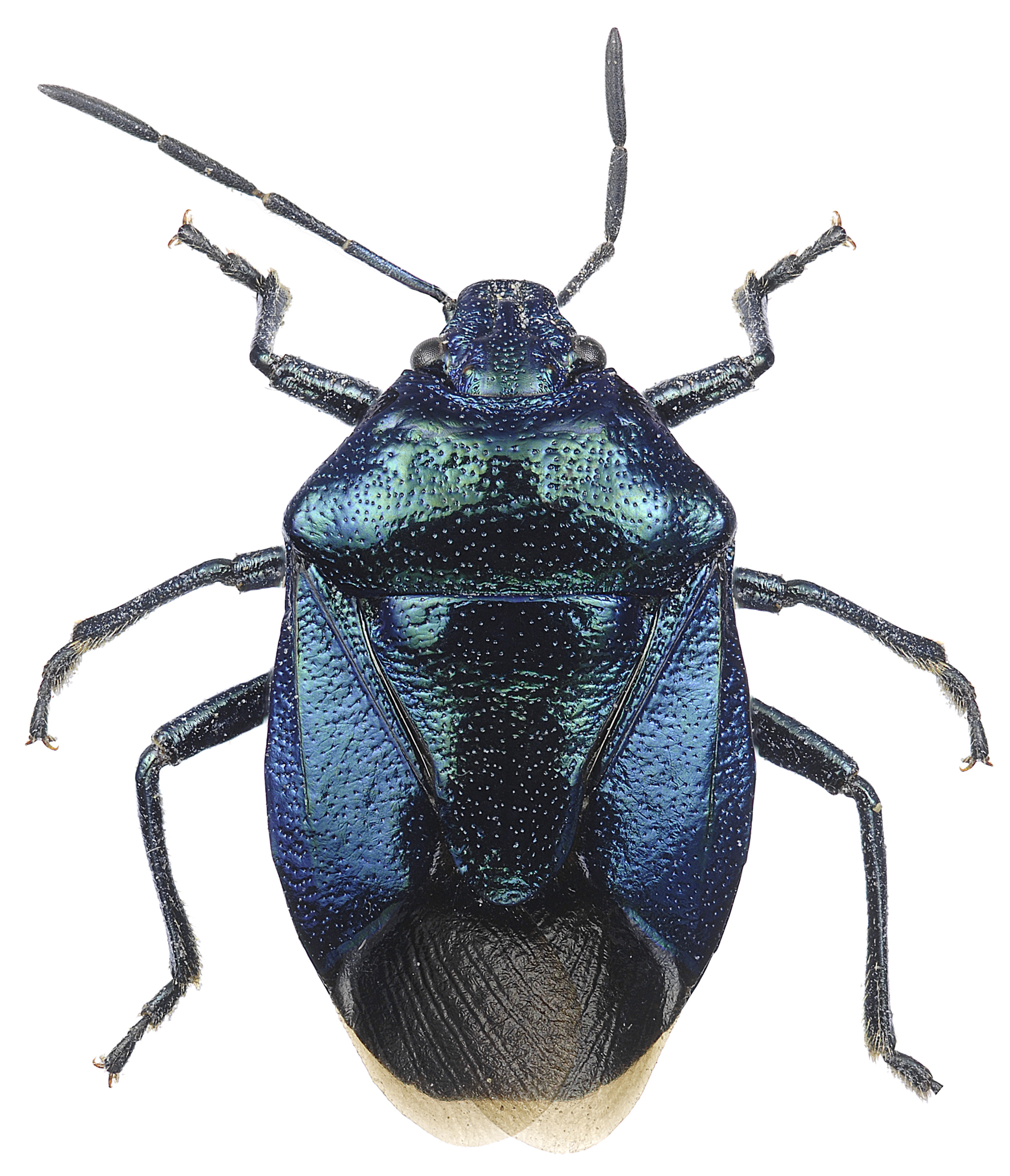
Imago

Pluskwiak o ciele długości od 4,8 do 8 mm, z wierzchu metalicznie błyszczącym. Ubarwienie wierzchu ciała jest sinozielone do fioletowego z bezbarwnym punktowaniem, zaś spodu ciała, czułków i odnóży czarne. Na tych ostatnich występować może metaliczny połysk. Głowa jest przed oczami znacznie zwężona, zaopatrzona w mniej więcej tak długi jak policzki nadustek i czułki o trzecim członie długości drugiego lub nieco krótszym. Przedplecze ma gładkie, pozbawione ząbków i kolców krawędzie boczne oraz niewystające poza nasady półpokryw kąty boczne (rogi). Tarczka jest znacznie krótsza od przykrywek. Zabarwienie zakrywki jest czarnobrązowe do czarnego. Przednia para odnóża ma uda bezzębne. Od góry dobrze widoczna jest metaliczna i bezbarwnie punktowana listewka brzeżna odwłoka.
Larwy mają niebieskawe: głowę i przedplecze, czerwony z czarnymi znakami odwłok oraz ciemne, pozbawione znaków innej barwy odnóża.

## Biologia i ekologia

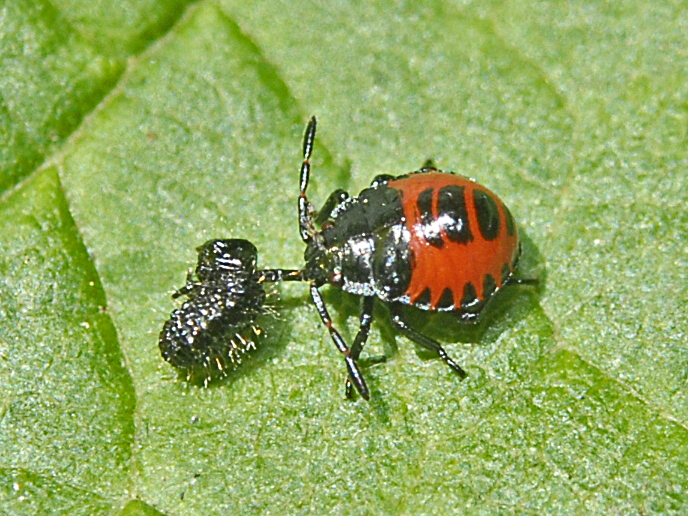
Larwa w czasie posiłku

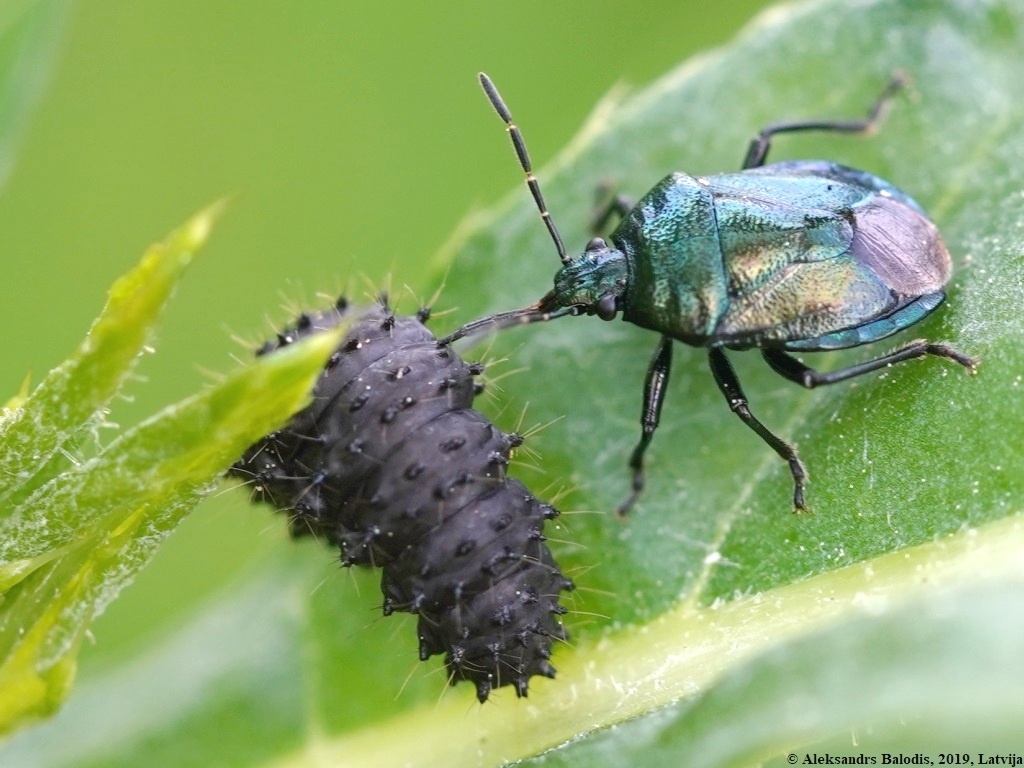
Imago w czasie posiłku

Owad ten zasiedla podmokłe skraje lasów, polany i poręby oraz torfowiska i wrzosowiska. Żyje na różnych bylinach (zwłaszcza na wierzbówce kiprzycy i wrzosie) oraz niskich roślinach drzewiastych z rodzajów: brzoza, dąb i wierzba. Żywi się larwami i owadami dorosłymi z rzędów motyli, błonkoskrzydłych i chrząszczy oraz sokami roślin. Szczególnie chętnie poluje na stonkowate z podrodziny Galerucinae, zwłaszcza na rodzaj Altica, który przypomina ubarwieniem.
Imagines spotyka się w ciągu całego roku. Zimowanie odbywają w ściółce świetlistych lasów oraz pod opadłymi liśćmi zebranymi u nasad krzewów. Larwy obserwuje się w czerwcu i w lipcu.
Do parazytoidów tego pluskwiaka należy muchówka Phasia obesa z rodziny rączycowatych.

## Rozprzestrzenienie
Gatunek szeroko rozpowszechniony w całej Holarktyce, a ponadto znany z części krainy orientalnej i etiopskiej. W Europie znany z wszystkich krajów oprócz Islandii. W Polsce spotykany na terenie całego kraju. 

## Znaczenie gospodarcze
Pluskwiaki te żerują na fitofagicznych chrząszczach: złotkach (Chrysomela) oraz pchełkach ziemnych z rodzaju Altica, przez co postrzegane są jako pożyteczne. Ich skuteczność jest jednak ograniczona ze względu na niski potencjał rozrodczy i w najbardziej sprzyjających warunkach są one w stanie zredukować populację owych pchełek o 1/7. Żerowanie na pchełkach ziemnych może mieć również negatywne gospodarczo skutki – na polach ryżowych krainy orientalnej Altica cyanea wykorzystywana jest do biologicznego zwalczania chwasta Ludwigia adscendens, a drapieżnictwo ze strony porembicy stalnicy uszczupla efektywność tej pchełki.